# Emma Martin (Feministin)
Emma Martin (* 1812 bei Bristol, Großbritannien; † 8. Oktober 1851 in Finchley Common bei London) war eine englische Sozialreformerin und Feministin – und damit in ihrer Zeit, da sich „die öffentliche Zunge der Frauen in den Mündern der Männer befand“, wie ihr Mitstreiter Holyoake schrieb, auch Pionierin.

## Leben und Werk
Die Tochter eines Küfers (Fassmachers) wird streng baptistisch erzogen und entwickelt das entsprechende Sendungsbewusstsein. Zunächst Betreiberin eines  Mädchenpensionates und ab 1835 Redakteurin des kurzlebigen Bristol Litary Magazins, wird sie durch die Begegnung mit dem Owen-Jünger Alexander Campbell und verschiedene Gerichtsverfahren gegen Holyoake und Southwell wegen Blasphemie auf freidenkerischen, später auch sozialistischen und feministischen Kurs gezogen. Sie verlässt ihren Ehemann Isaac Luther Martin (1839) und wird eine Art Wanderpredigerin. Sie hat „um ihre Existenz zu kämpfen, lebt von Almosen, karrt ihre Kinder mit sich herum ..(..).., wird von Stadt zu Stadt gehetzt und von Pfarrern und Magistratsbeamten schikaniert.“ Sie verurteilt die Strafen für die erwähnten Ketzer und kommt dafür wiederholt selber ins Gefängnis.
Martin verdammt gleichermaßen die Fesseln der Religion (patriarchaler Gott), der Ehe (keinerlei Selbstbestimmung) und der Fabrik. Sie wird als kühne, scharfsinnige, witzige und schlagfertige Rednerin von den einen bewundert, den anderen gehasst. Oft wird sie ihrerseits als Hexe oder Hure des Teufels verdammt. In Edinburgh entgeht sie 1845 mitsamt einer Tochter nur knapp einer Steinigung. Körperlich und finanziell am Boden, lässt sie sich im selben Jahr in London nieder, wo sie (unverheiratet und bis zu ihrem Tode) mit dem geistesverwandten Ingenieur Joshua Hopkins zusammenlebt. 1847 bringt sie eine weitere Tochter zur Welt. Kurz darauf lässt sie sich am Royal Adelaide Hospital als Hebamme ausbilden. Sie setzt sich nun für eine selbstbestimmte Frauenmedizin ein. Zu einer Zeit, wo weibliche Ärzte undenkbar waren, wirkte sie auch damit als Pionierin. Sie gab Kurse, gründete eine Art Gewerkschaft für Krankenschwestern, verkaufte Berufsbekleidung. Doch ihre eigene Gesundheit war schwer angeschlagen. 1840 stirbt sie mit 39 Jahren an Tuberkulose. Nur ein Jahr später stirbt auch ihr Mann. 
Auch außerhalb der (sozialistischen) Arbeiterbildungsvereine und der Kreise um Owen und Holyoake genoss sie beträchtliche Wertschätzung. Harriet Martineau beteiligte sich an der Finanzierung eines Gedenksteins. Einst als bedeutendste Frauenrechtlerin nach Frances Wright erachtet, wurde Emma Martin in der jüngeren feministischen Bewegung gleichwohl vergessen.

## Werke
- Baptism A pagan Rite, 1843 (Die Taufe als heidnischer Ritus)
- Tracts for the People, 1844[6]
- Punishment of Death, ? (über bezw. gegen die Todesstrafe)
- A Miniature Treatise of some of the Most Common Female Complaints, 1848 (Kurze Abhandlung über einige häufige Frauenleiden)